# Mayans M.C./Episodenliste
Diese Episodenliste enthält alle Episoden der US-amerikanischen Dramaserie Mayans M.C., sortiert nach ihrer US-amerikanischen Erstausstrahlung. Die Fernsehserie umfasst insgesamt fünf Staffeln mit 50 Episoden. Ihre Premiere hatte die Serie am 4. September 2018 auf dem US-amerikanischen Kabelsender FX.

## Übersicht
| Staffel | Episodenanzahl | Erstausstrahlung USA | Erstausstrahlung USA | Deutschsprachige Erstausstrahlung | Deutschsprachige Erstausstrahlung |
| Staffel | Episodenanzahl | Staffelpremiere      | Staffelfinale        | Staffelpremiere                   | Staffelfinale                     |
| ------- | -------------- | -------------------- | -------------------- | --------------------------------- | --------------------------------- |
| 1       | 10             | 4. September 2018    | 6. November 2018     | 8. Mai 2020                       | 10. Juli 2020                     |
| 2       | 10             | 3. September 2019    | 5. November 2019     | 28. August 2020                   | 25. September 2020                |
| 3       | 10             | 16. März 2021        | 11. Mai 2021         | 22. Juni 2021                     | 20. Juli 2021                     |
| 4       | 10             | 19. April 2022       | 14. Juni 2022        | 9. August 2022                    | 6. September 2022                 |
| 5       | 10             | 24. Mai 2023         | 19. Juli 2023        | 12. September 2023                | 10. Oktober 2023                  |

## Staffel 1
Die Erstausstrahlung der ersten Staffel war vom 4. September bis zum 6. November 2018 auf dem US-amerikanischen Kabelsender FX zu sehen. Die deutschsprachige Erstausstrahlung sendete der Bezahlfernsehsender Sky Atlantic HD vom 8. Mai bis zum 10. Juli 2020.
| Nr. (ges.) | Nr. (St.) | Deutscher Titel    | Originaltitel      | Erstausstrahlung USA | Deutschsprachige Erstausstrahlung (D/A/CH) | Regie                 | Drehbuch                       | Zuschauer (USA) |
| ---------- | --------- | ------------------ | ------------------ | -------------------- | ------------------------------------------ | --------------------- | ------------------------------ | --------------- |
| 1          | 1         | Rebellen           | Perro/Oc           | 4. Sep. 2018         | 8. Mai 2020                                | Norberto Barba        | Kurt Sutter & Elgin James      | 2,53 Mio.       |
| 2          | 2         | Skorpion           | Escorpión/Dzec     | 11. Sep. 2018        | 15. Mai 2020                               | Norberto Barba        | Kurt Sutter                    | 2,01 Mio.       |
| 3          | 3         | Casino             | Búho/Muwan         | 18. Sep. 2018        | 22. Mai 2020                               | Guy Ferland           | Sean Tretta & Andrea Ciannavei | 2,10 Mio.       |
| 4          | 4         | Miliz              | Murciélago/Zotz    | 25. Sep. 2018        | 29. Mai 2020                               | Hanelle Culpepper     | Kurt Sutter & Santa Sierra     | 1,53 Mio.       |
| 5          | 5         | Korrupte Cops      | Uch/Opossum        | 2. Okt. 2018         | 5. Juni 2020                               | Batán Silva           | Bryan Gracia                   | 1,39 Mio.       |
| 6          | 6         | Verrat und Sühne   | Gato/Mis           | 9. Okt. 2018         | 12. Juni 2020                              | Félix Enríquez Alcalá | Debra Moore Muñoz              | 1,35 Mio.       |
| 7          | 7         | Kakerlake          | Cucaracha/K’uruch  | 16. Okt. 2018        | 19. Juni 2020                              | Rachel Goldberg       | Elgin James                    | 1,29 Mio.       |
| 8          | 8         | Strafe             | Rata/Ch’o          | 23. Okt. 2018        | 26. Juni 2020                              | Peter Weller          | Andrea Ciannavei & Kurt Sutter | 1,22 Mio.       |
| 9          | 9         | Neue Allianzen     | Serpiente/Chikchan | 30. Okt. 2018        | 3. Juli 2020                               | Norberto Barba        | Sean Tretta & Kurt Sutter      | 1,23 Mio.       |
| 10         | 10        | Der neue Consejero | Cuervo/Tz’ikb’uul  | 6. Nov. 2018         | 10. Juli 2020                              | Elgin James           | Kurt Sutter                    | 1,31 Mio.       |

## Staffel 2
Die Erstausstrahlung der zweiten Staffel war vom 3. September bis zum 5. November 2019 auf dem US-amerikanischen Kabelsender FX zu sehen. Die deutschsprachige Erstausstrahlung sendete der Bezahlfernsehsender Sky Atlantic HD vom 28. August bis zum 25. September 2020.
| Nr. (ges.) | Nr. (St.) | Deutscher Titel     | Originaltitel | Erstausstrahlung USA | Deutschsprachige Erstausstrahlung (D/A/CH) | Regie                   | Drehbuch                       | Zuschauer (USA) |
| ---------- | --------- | ------------------- | ------------- | -------------------- | ------------------------------------------ | ----------------------- | ------------------------------ | --------------- |
| 11         | 1         | Die Söldner         | Xbalanque     | 3. Sep. 2019         | 28. Aug. 2020                              | Kevin Dowling           | Kurt Sutter                    | 1,39 Mio.       |
| 12         | 2         | Northern Cali       | Xaman-Ek      | 10. Sep. 2019        | 28. Aug. 2020                              | Sebastian „Batan“ Silva | Sean Tretta & Andrea Ciannavei | 1,06 Mio.       |
| 13         | 3         | Rache               | Camazotz      | 17. Sep. 2019        | 4. Sep. 2020                               | Guy Ferland             | Elgin James & Jenny Lynn       | 1,12 Mio.       |
| 14         | 4         | Eine alte Liebe     | Lahun Chan    | 24. Sep. 2019        | 4. Sep. 2020                               | Rebecca Rodriguez       | Bryan Gracia                   | 1,04 Mio.       |
| 15         | 5         | Blutmutter          | Xquic         | 1. Okt. 2019         | 11. Sep. 2020                              | Rachel Goldberg         | Debra Moore Munoz              | 1,00 Mio.       |
| 16         | 6         | Neue Narben         | Muluc         | 8. Okt. 2019         | 11. Sep. 2020                              | Guy Ferland             | Andrea Ciannavei               | 1,03 Mio.       |
| 17         | 7         | Feuer mit Feuer     | Tohil         | 15. Okt. 2019        | 18. Sep. 2020                              | Peter Weller            | Jenny Lynn                     | 1,10 Mio.       |
| 18         | 8         | Gefiederte Schlange | Kukulkan      | 22. Okt. 2019        | 18. Sep. 2020                              | Allison Anders          | Sean Tretta                    | 1,01 Mio.       |
| 19         | 9         | Ruf nach Vergeltung | Itzam-Ye      | 29. Okt. 2019        | 25. Sep. 2020                              | Kevin Dowling           | Kurt Sutter & Elgin James      | 1,05 Mio.       |
| 20         | 10        | Heldenbrüder        | Hunahpu       | 5. Nov. 2019         | 25. Sep. 2020                              | Elgin James             | Kurt Sutter                    | 0,95 Mio.       |

## Staffel 3
Die Erstausstrahlung der dritten Staffel war vom 16. März bis zum 11. Mai 2021 auf dem US-amerikanischen Kabelsender FX zu sehen. Die deutschsprachige Erstausstrahlung sendete der Bezahlfernsehsender Sky Atlantic HD vom 22. Juni bis zum 20. Juli 2021.
| Nr. (ges.) | Nr. (St.) | Deutscher Titel    | Originaltitel                           | Erstausstrahlung USA | Deutschsprachige Erstausstrahlung (D/A/CH) | Regie                  | Drehbuch                        | Zuschauer (USA) |
| ---------- | --------- | ------------------ | --------------------------------------- | -------------------- | ------------------------------------------ | ---------------------- | ------------------------------- | --------------- |
| 21         | 1         | Über die Grenze    | Pap Struggles with the Death Angel      | 16. März 2021        | 22. Juni 2021                              | Michael Dinner         | Elgin James                     | 0,84 Mio.       |
| 22         | 2         | Am Scheideweg      | The Orneriness of Kings                 | 16. März 2021        | 22. Juni 2021                              | Michael Dinner         | Sean Tretta                     | 0,54 Mio.       |
| 23         | 3         | Heroin             | Overreaching Don’t Pay                  | 23. März 2021        | 29. Juni 2021                              | Rachel Goldberg        | Andrea Ciannavei & Jenny Lynn   | 0,84 Mio.       |
| 24         | 4         | Dunkler Schwur     | Our Gang’s Dark Oath                    | 30. März 2021        | 29. Juni 2021                              | Brett Dos Santos       | Bryan Gracia & Sara Price       | 0,71 Mio.       |
| 25         | 5         | Die Brücke am Kwai | Dark, Deep-Laid Plans                   | 6. Apr. 2021         | 6. Juli 2021                               | Elgin James            | Debra Moore Muñoz               | 0,61 Mio.       |
| 26         | 6         | Vergeltung         | You Can’t Pray a Lie                    | 13. Apr. 2021        | 6. Juli 2021                               | Elgin James            | Andrea Ciannavei                | 0,73 Mio.       |
| 27         | 7         | Falsche Allianz    | What Comes of Handlin’ Snakeskin        | 20. Apr. 2021        | 13. Juli 2021                              | Elgin James            | Bryan Gracia                    | 0,87 Mio.       |
| 28         | 8         | Tödlicher Verdacht | A Mixed-up and Splendid Rescue          | 27. Apr. 2021        | 13. Juli 2021                              | Alonso Alvarez-Barreda | Jenny Lynn                      | 0,79 Mio.       |
| 29         | 9         | Was wir sind       | The House of Death Floats By            | 4. Mai 2021          | 20. Juli 2021                              | Elgin James            | Sean Tretta                     | 0,78 Mio.       |
| 30         | 10        | In der Falle       | Chapter the Last, Nothing More to Write | 11. Mai 2021         | 20. Juli 2021                              | Elgin James            | Elgin James & Debra Moore Muñoz | 0,81 Mio.       |

## Staffel 4
Die Erstausstrahlung der vierten Staffel war vom 19. April bis zum 14. Juni 2022 auf dem US-amerikanischen Kabelsender FX zu sehen. Die deutschsprachige Erstausstrahlung sendete der Bezahlfernsehsender Sky Atlantic HD vom 9. August bis zum 6. September 2022.
| Nr. (ges.) | Nr. (St.) | Deutscher Titel           | Originaltitel                            | Erstausstrahlung USA | Deutschsprachige Erstausstrahlung (D/A/CH) | Regie            | Drehbuch                           | Zuschauer (USA) |
| ---------- | --------- | ------------------------- | ---------------------------------------- | -------------------- | ------------------------------------------ | ---------------- | ---------------------------------- | --------------- |
| 31         | 1         | Reiner Tisch              | Cleansing of the Temple                  | 19. Apr. 2022        | 9. Aug. 2022                               | Elgin James      | Elgin James                        | 0,68 Mio.       |
| 32         | 2         | Am seidenen Faden         | Hymn Among Ruins                         | 19. Apr. 2022        | 9. Aug. 2022                               | Elgin James      | Debra Moore Muñoz                  | 0,56 Mio.       |
| 33         | 3         | Die Zukunft beginnt heute | Self Portrait in a Blue Bathroom         | 26. Apr. 2022        | 16. Aug. 2022                              | Brett Dos Santos | Gerald Cuesta                      | 0,51 Mio.       |
| 34         | 4         | Rechenschaft              | A Crow Flew By                           | 3. Mai 2022          | 16. Aug. 2022                              | Michael D. Olmos | Sara Price                         | 0,54 Mio.       |
| 35         | 5         | Tod der Jungfrau          | Death of the Virgin                      | 10. Mai 2022         | 23. Aug. 2022                              | Elgin James      | Sean Clayton Varela                | 0,52 Mio.       |
| 36         | 6         | Auf in den Krieg          | When I Die, I Want Your Hands on my Eyes | 17. Mai 2022         | 23. Aug. 2022                              | Melissa Hickey   | Elba Román-Morales                 | 0,60 Mio.       |
| 37         | 7         | Väter                     | Dialogue with the Mirror                 | 24. Mai 2022         | 30. Aug. 2022                              | Elgin James      | Debra Moore Muñoz & Richard Cabral | 0,63 Mio.       |
| 38         | 8         | Das Meer                  | The Righteous Wrath of an Honorable Man  | 31. Mai 2022         | 30. Aug. 2022                              | Danny Pino       | Debra Moore Muño                   | 0,64 Mio.       |
| 39         | 9         | Verlockendes Angebot      | The Calling of Saint Matthew             | 7. Juni 2022         | 6. Sep. 2022                               | Brett Dos Santos | Gerald Cuesta & Sara Price         | 0,77 Mio.       |
| 40         | 10        | Blut ist Blut             | When the Breakdown Hit at Midnight       | 14. Juni 2022        | 6. Sep. 2022                               | Elgin James      | Elgin James & Sean Varela          | 0,62 Mio.       |

## Staffel 5
Die Erstausstrahlung der fünften Staffel ist seit dem 24. Mai 2023 auf dem US-amerikanischen Kabelsender FX zu sehen. Die deutschsprachige Erstausstrahlung sendet der Bezahlfernsehsender Sky Atlantic HD seit dem 12. September 2023.
| Nr. (ges.) | Nr. (St.) | Deutscher Titel                  | Originaltitel                                                 | Erstausstrahlung USA | Deutschsprachige Erstausstrahlung (D/A/CH) | Regie            | Drehbuch                     | Zuschauer (USA) |
| ---------- | --------- | -------------------------------- | ------------------------------------------------------------- | -------------------- | ------------------------------------------ | ---------------- | ---------------------------- | --------------- |
| 41         | 1         | Weißer Ritter                    | I Hear the Train A-Comin                                      | 24. Mai 2023         | 12. Sep. 2023                              | Elgin James      | Elgin James                  | 0,56 Mio.       |
| 42         | 2         | Rückzug nach verlorener Schlacht | Lord Help My Poor Soul                                        | 24. Mai 2023         | 12. Sep. 2023                              | Brett Dos Santos | Jenny Lynn                   | 0,41 Mio.       |
| 43         | 3         | Fentanyl                         | Do You Hear the Rain                                          | 31. Mai 2023         | 19. Sep. 2023                              | Danny Pino       | Vivian Tse                   | 0,40 Mio.       |
| 44         | 4         | Verräter                         | I See the Black Light                                         | 7. Juni 2023         | 19. Sep. 2023                              | J. D. Pardo      | Meredith Danluck             | 0,40 Mio.       |
| 45         | 5         | Mann gegen Mann                  | I Want Nothing but Death                                      | 14. Juni 2023        | –                                          | Elgin James      | Sean Varela                  | 0,42 Mio.       |
| 46         | 6         | Wüstenstille                     | My Eyes Filled and Then Closed on the Last of Childhood Tears | 21. Juni 2023        | –                                          | Allison Anders   | Miriam Hernandez             | 0,45 Mio.       |
| 47         | 7         | Der Deal                         | To Fear of Death, I Eat the Stars                             | 28. Juni 2023        | –                                          | Elgin James      | Vivian Tse                   | 0,49 Mio.       |
| 48         | 8         | Kriegslist                       | Her Blacks Crackle and Drag                                   | 5. Juli 2023         | –                                          | Brett Dos Santos | Sean Varela & Vincent Vargas | 0,53 Mio.       |
| 49         | 9         | Auge um Auge                     | I Must Go in Now For the Fog is Rising                        | 12. Juli 2023        | –                                          | Elgin James      | Jenny Lynn                   | 0,52 Mio.       |
| 50         | 10        | Das Blut des Königs              | Slow to Bleed Fair Son                                        | 19. Juli 2023        | –                                          | Elgin James      | Elgin James & Sean Varela    | 0,49 Mio.       |